# Valbuxán
Valbuxán es un lugar español situado en la parroquia de Villaseco, del municipio de El Bollo, en la provincia de Orense, Galicia.

## Demografía
| Gráfica de evolución demográfica de Valbuxán entre 2000 y 2019 |
|                                                                |
| Datos según el nomenclátor publicado por el INE.               |